# Arbo Valdma
Arbo Valdma, estonsko-nemški pianist in pedagog, * 20. februar 1942, Pärnu, Estonija.
Klavir je študiral v Talinu (Estonija) pri Brunu Lukku (ki je bil učenec Arthurja Schnabela in Paula Hindemitha). Na konservatoriju v Moskvi je magistriral in doktoriral pri prof. Nini Emeljanovi, bivši študentki Samuela Feinberga. Leta 1970 je začel poučevati klavir na Državnem konservatoriju v Talinu, leta 1979 pa je prevzel mesto docenta za klavir na Univerzi umetnosti v Novem Sadu. 
Od leta 1984 je Arbo Valdma poučeval klavir na Fakulteti glasbenih umetnosti v Beogradu, kjer je bil vodja klavirskega oddelka vse do leta 1992. Nastopal je kot solist komorni glasbenik. Pod taktirko znanih dirigentov (Neeme Järvi, K. Sanderlin, Eri Klas, A. Jansons, A. Rabinovič) je koncertiral po evropskih državah in v Avstraliji. Arbo Valdma je eden od ustanovnih članov EPTA Jugoslavije (osnovana leta 1988 v Rovinju). Prav tako je častni predsednik EPTA Srbije in Estonije. Estonska glasbena akademija mu je leta 1991 podelila naziv »doctor honoris causa«. Njegovi učenci so vodilni jugoslovanski in srbski pianisti srednje in mlajše generacije: Jasminka Stančul, Rita Kinka, Nataša Veljković, Aleksandar Madžar, Đorđe Milojković, Vladimir Valjarević in mnogi drugi. 
Arbo Valdma je zelo iskan predavatelj mednarodnih klavirskih šol v Londonu, Dubrovniku, Heidelbergu, Talinu, Montepulcianu, Moskvi, Rimu, Solunu, Sarajevu, Zagrebu, Ohridu, Orlandu, Las Vegasu itd. Od leta 1992 je redni profesor na Visoki šoli za glasbeno umetnost v Kölnu.